# Amanitore
| ra | mr | kA |

| ra | mr | kA |

| i | mn · n | a · r | i | t · H8 | i |

| i | mn · n | a · r | i | t · H8 | i |

Amanitore (Merkare op Egyptische hiërogliefen) was een kandake (candacee, koningin) van het koninkrijk Nubië vanaf 1 n.Chr. tot ca. 25 n.Chr. Zij was degene die het land na de vele oorlogen weer opbouwde.

## Geschiedenis
De roerige periode voor Nubië (Koesj) vanaf 30 v.Chr. tot 1 n.Chr. werd gevolgd door een rustiger tijd, de grenzen met het Romeinse Rijk in het noorden en westen waren vastgesteld en
het vredesakkoord uit 22 v.Chr. (tussen kandake Amanirenas en keizer Augustus) werd nageleefd.
De naam Amanitore is afgeleid van Amani (Amon) het Nubische woord voor god. Zij regeerde samen met haar zoon of echtgenoot Natakamami.
Het rijk strekte zich uit ten zuiden van de Romeinse provincies Egypte (Alexandria et Aegyptus) en Libië (Africa proconsularis) tussen de Nijl en de Atbara rivier.
Het koninklijk paleis bevond zich in Djebel Barkal, haar naam werd gevonden in de tempel in Napata, in de tempel in Meroë bij Shendi en in de Amontempel van Naqa.

Amanitore had drie zonen: Arikankharor, Arakakhataror en Shorkaror.
Aangenomen wordt dat Amanitore de bijbelse koningin was genoemd in Handelingen 8:27. Amanitore werd opgevolgd door kandake Amanitaraqide, ze is begraven in haar piramide in Meroë.

### Welvaart
Dankzij de vrij rustige periode kon Amanitore het land leiden naar een grote welvaart. Er werd veel goud gevonden en er werden goederen zoals textiel, sieraden en exotische dieren geexporteerd.
Amanitore werd vooral bekend door de vele bouwactiviteiten die zij samen met Natakamani heeft ondernomen o.a.:
- Herstel van de Amontempel in Meroë.
- Wederopbouw van de Amontempel in Napata (vernietigd door de Romeinen).
- Waterreservoirs in Meroë.
- Amontempel in Naqa.
- Amontempel in Amara (Qasr Ibrim, Pedeme).
- Apedemak-tempel in Naqa.
- Bouwwerken op het Saï eiland [1].
- Ongeveer 200 piramides in de omgeving van Meroë.

## Afbeeldingen

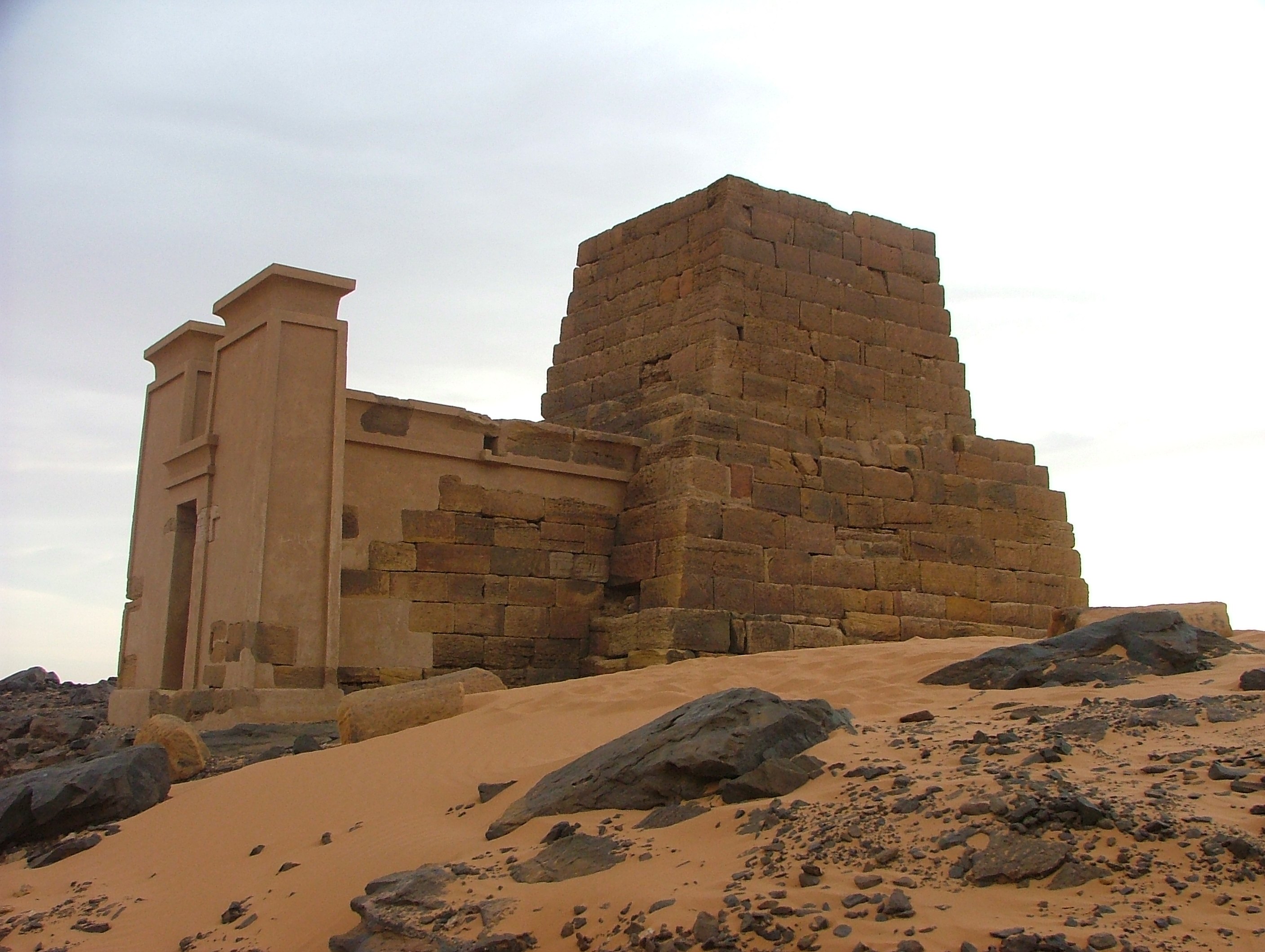
Pyramide van Amanitore , grondvlak 6 * 6 meter
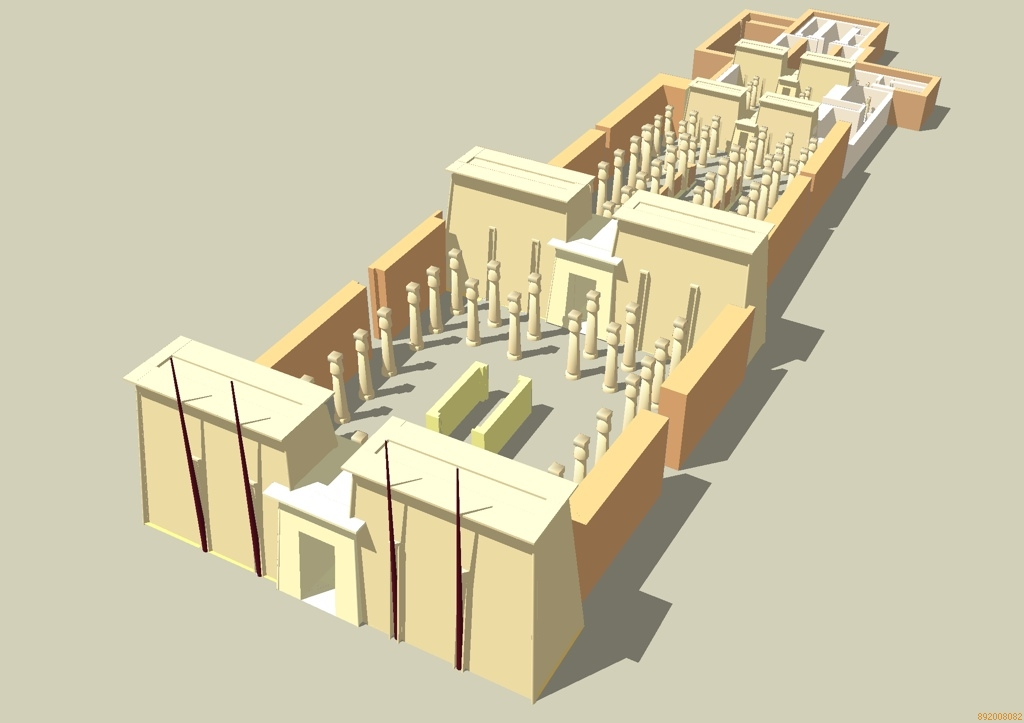
Amontempel in Napata
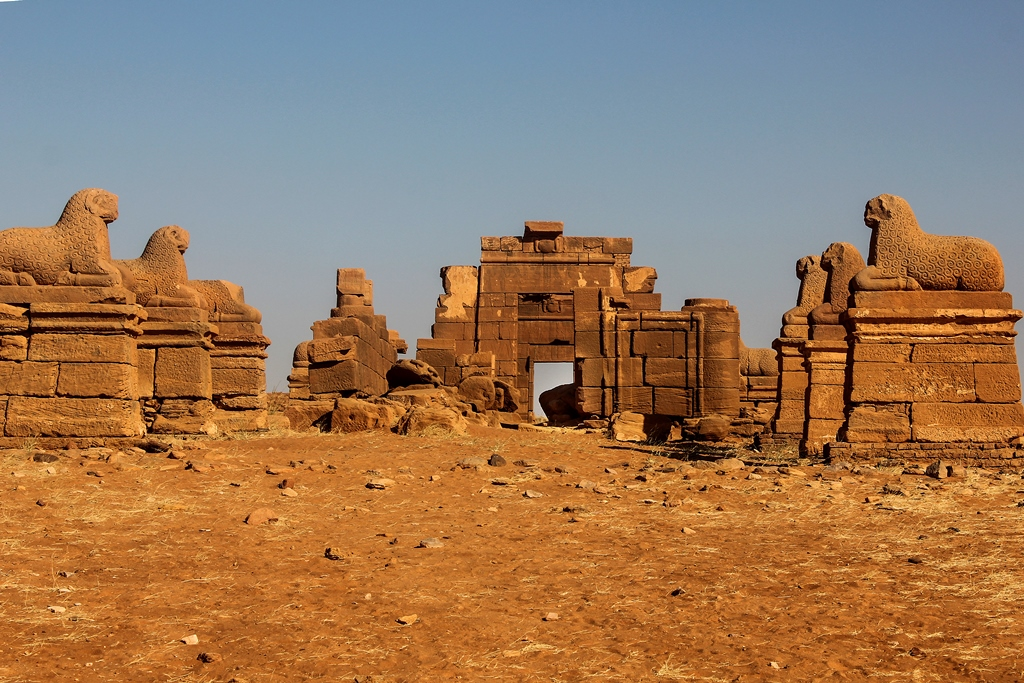
Amontempel in Naqa
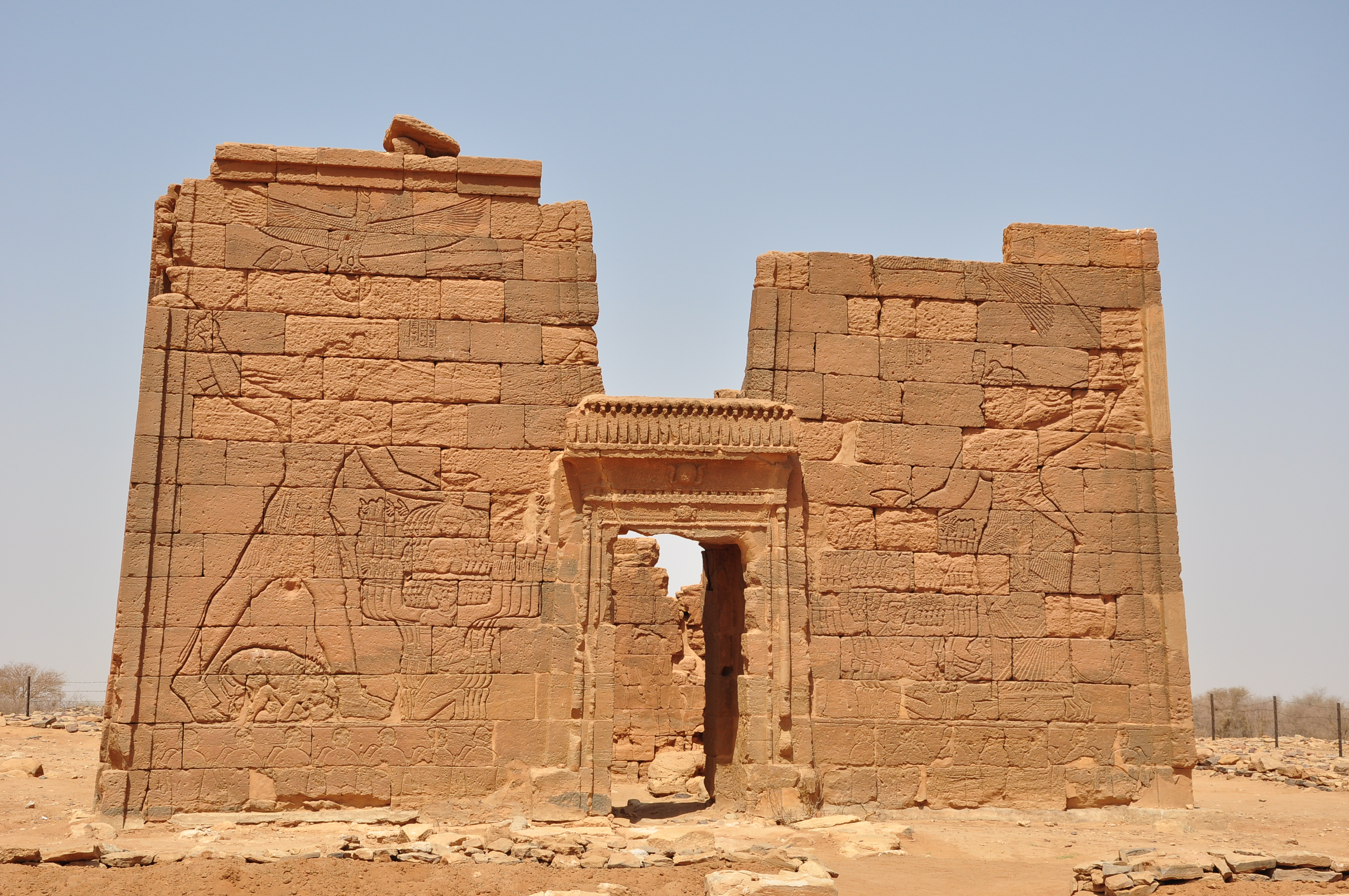
Apedemaktempel in Naga
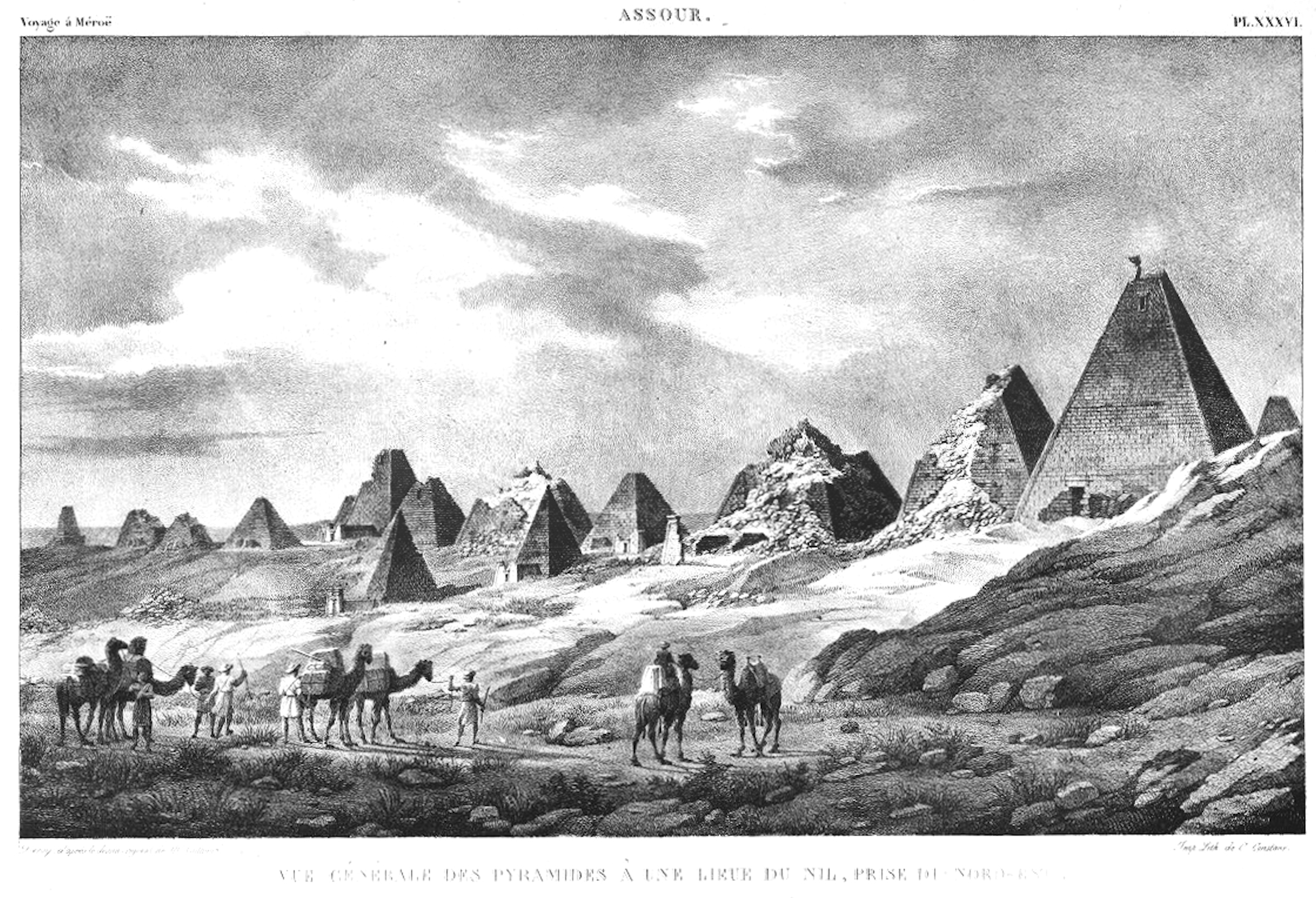
Pyramiden van Meroë in 1821
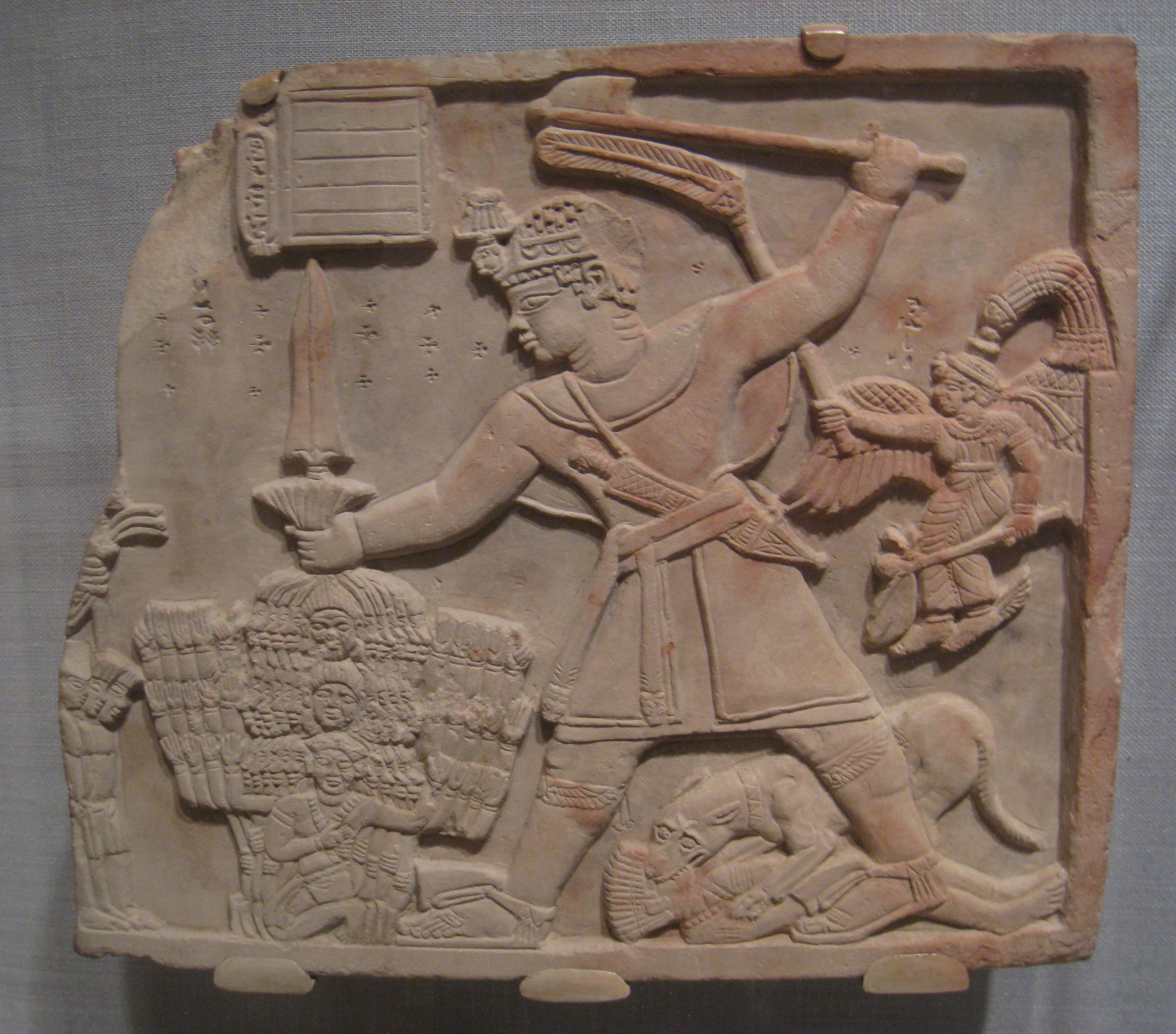
Prins Arikankharor